# Marché de Sorgues
Le marché de Sorgues est un marché hebdomadaire qui se tient tous les dimanches dans le centre de Sorgues. Ses origines remontent au Moyen Âge et à la papauté d'Avignon.

## Historique
Le marché de Sorgues existe au moins depuis le XIVe siècle, puisque les archives pontificales ont révélé qu'en 1336, Benoît XII, troisième pape d'Avignon, offrit 126 florins pour faire construire une halle sous laquelle se tiendrait désormais le marché hebdomadaire du Pont-de-Sorgues.
Actuellement, le marché reste un lieu de rencontre du cœur de ville qui a su conserver sa fonction sociale. Il perpétue la tradition d'un commerce ancestral qui a su résister et s'adapter aux nouvelles formes de distribution.

## Lieu et date de tenue

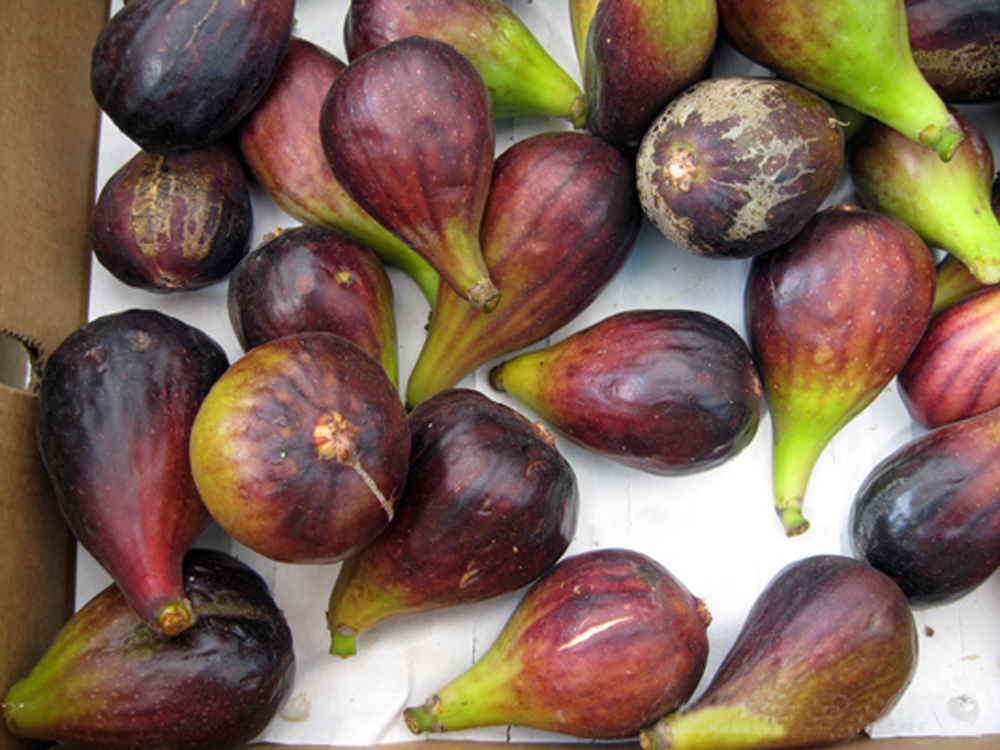
Figues noires
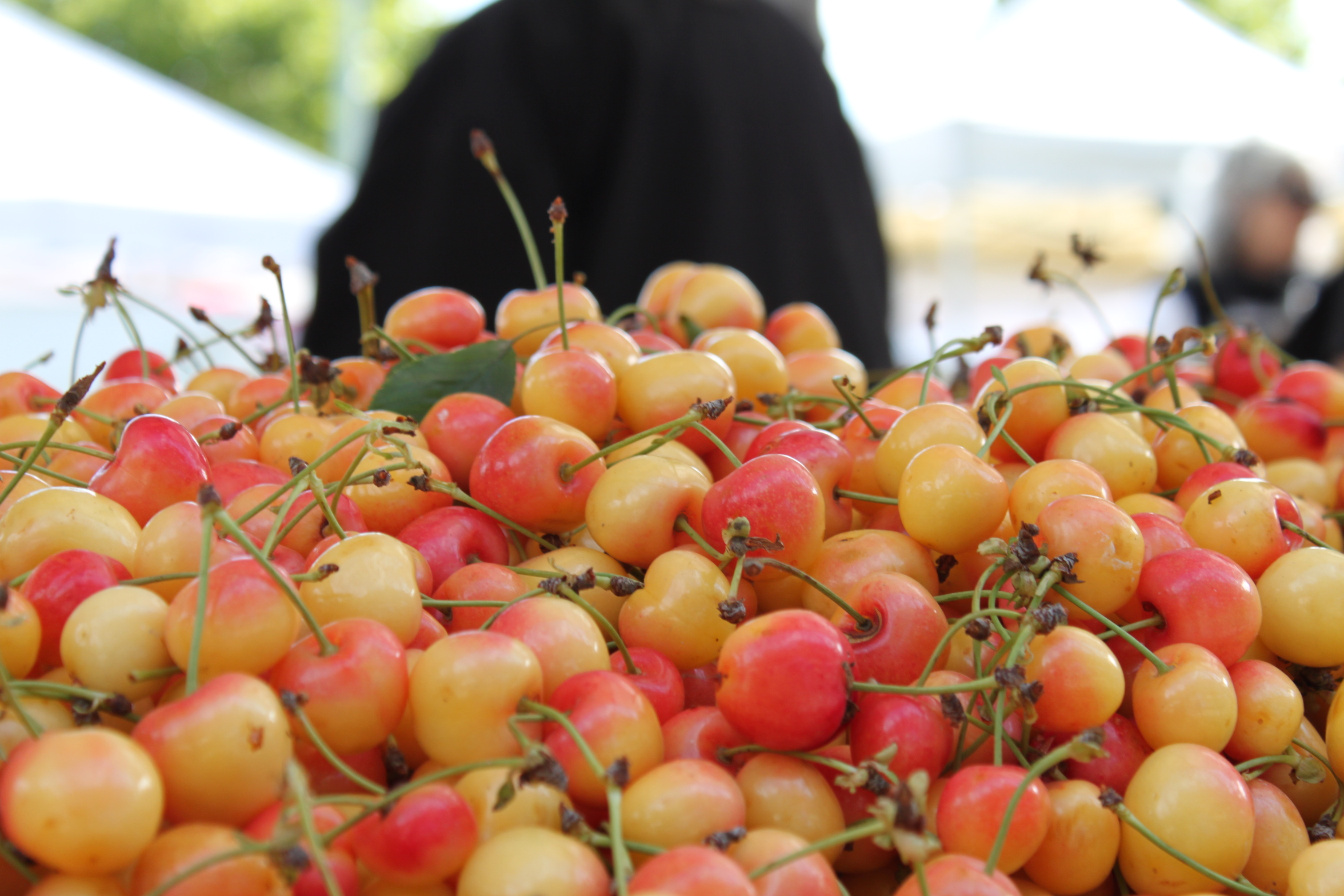
Bigarreaux
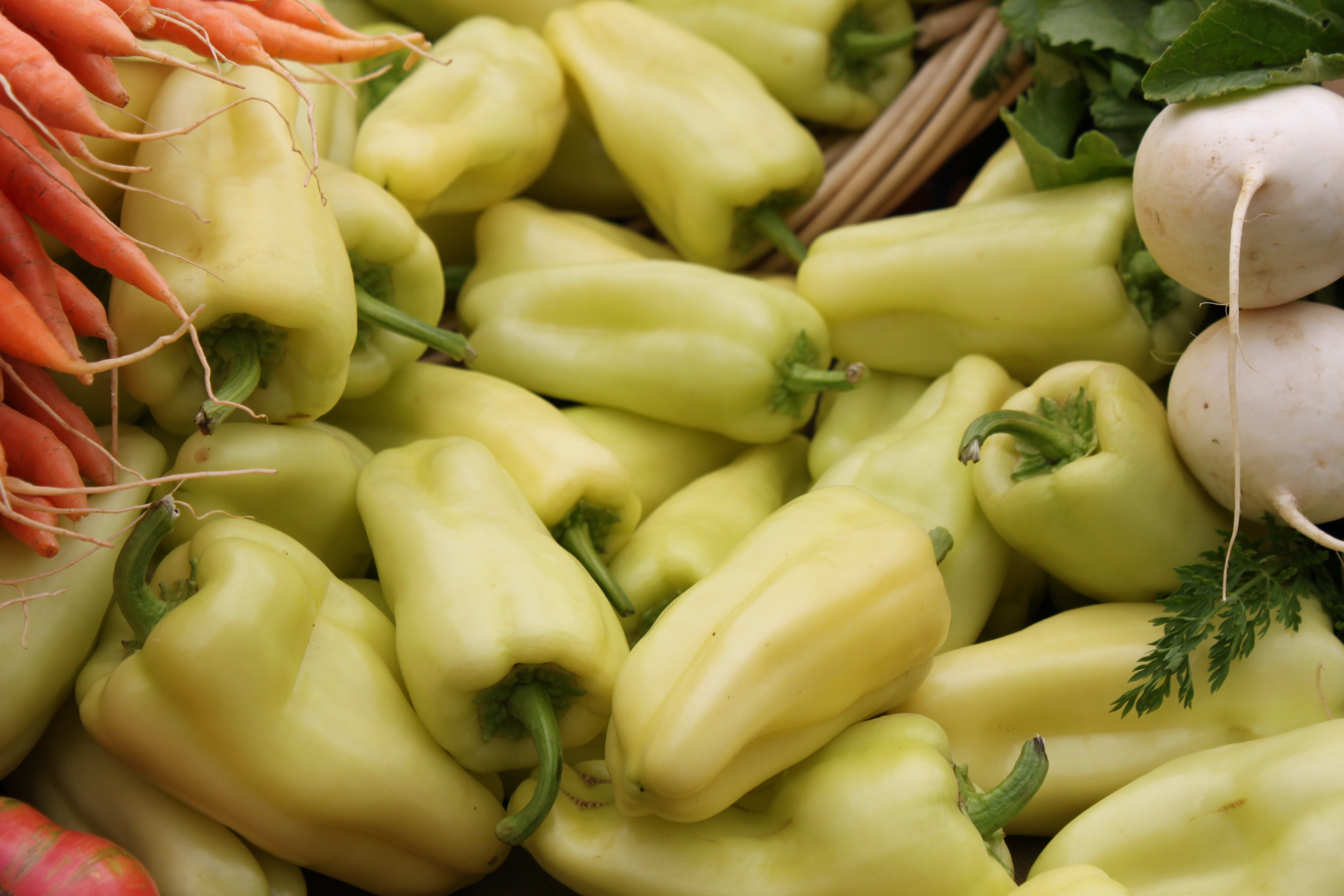
Poivrons

Très fréquenté par les Sorguais ainsi que les visiteurs ou les touristes en période estivale, il se tient tous les dimanches matin de 8 heures à 13 heures, dans le centre-ville. Il occupe la rue des Remparts, la place de la République, la place Saint-Pierre, le cours de la République, nommé aussi place du Général de Gaulle, le boulevard Roger Ricca, l'avenue du 11 novembre et l'avenue du 8 mai 1945,. Ce marché est partiellement couvert par une halle sur le Cours de la République, au nord du rond-point.

## Description

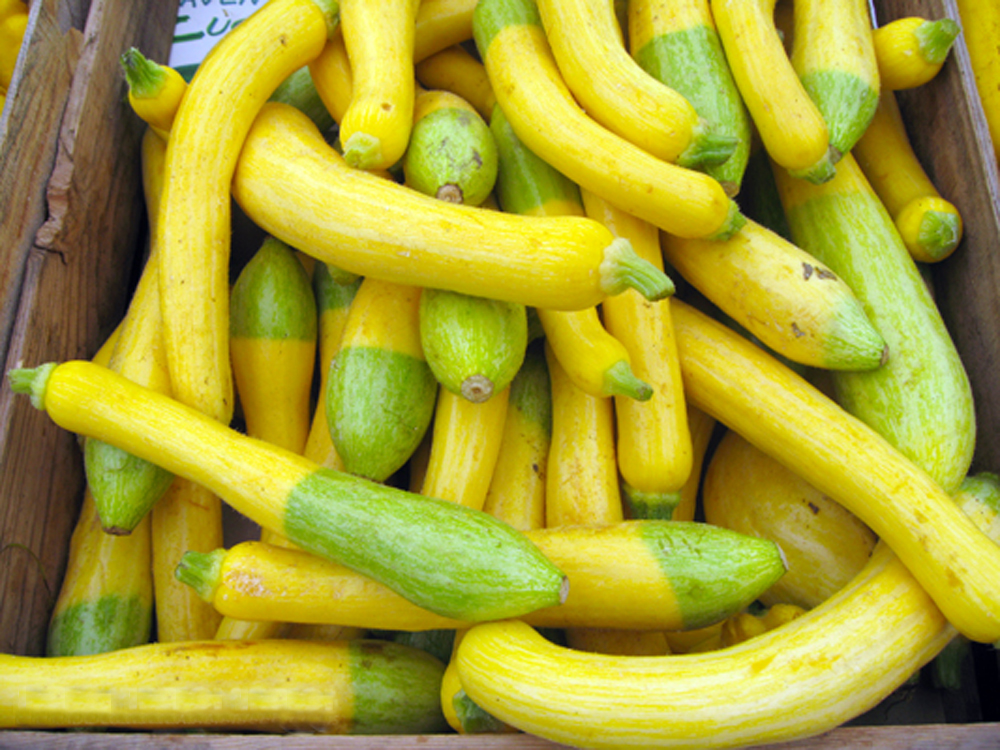
Courgettes bicolores
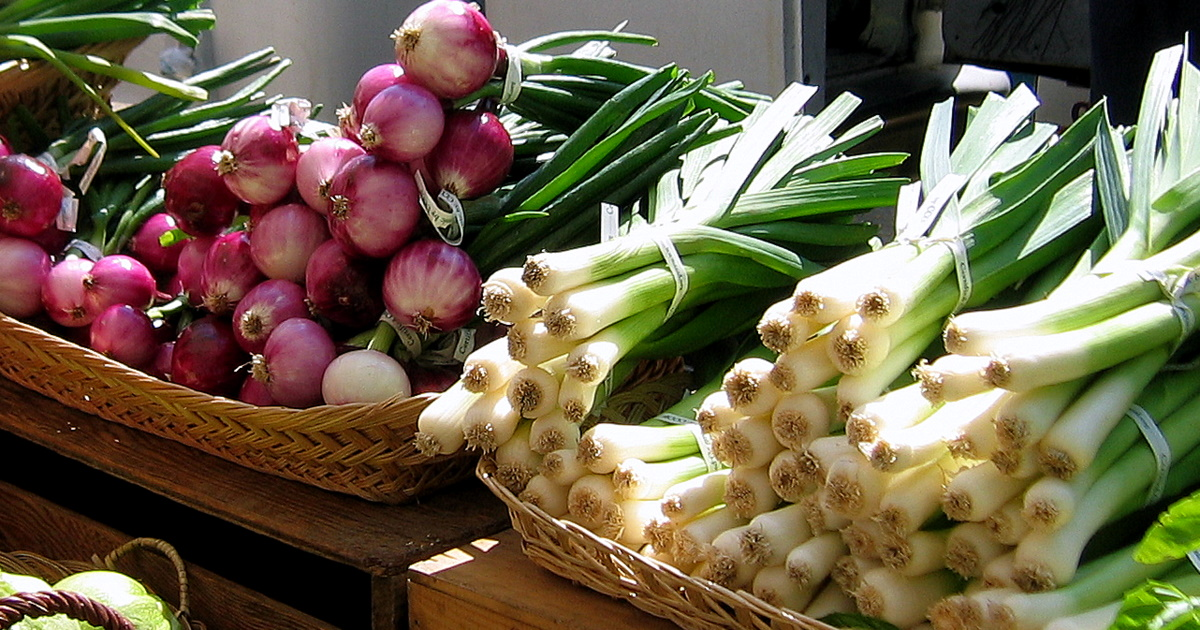
Variétés d'oignons
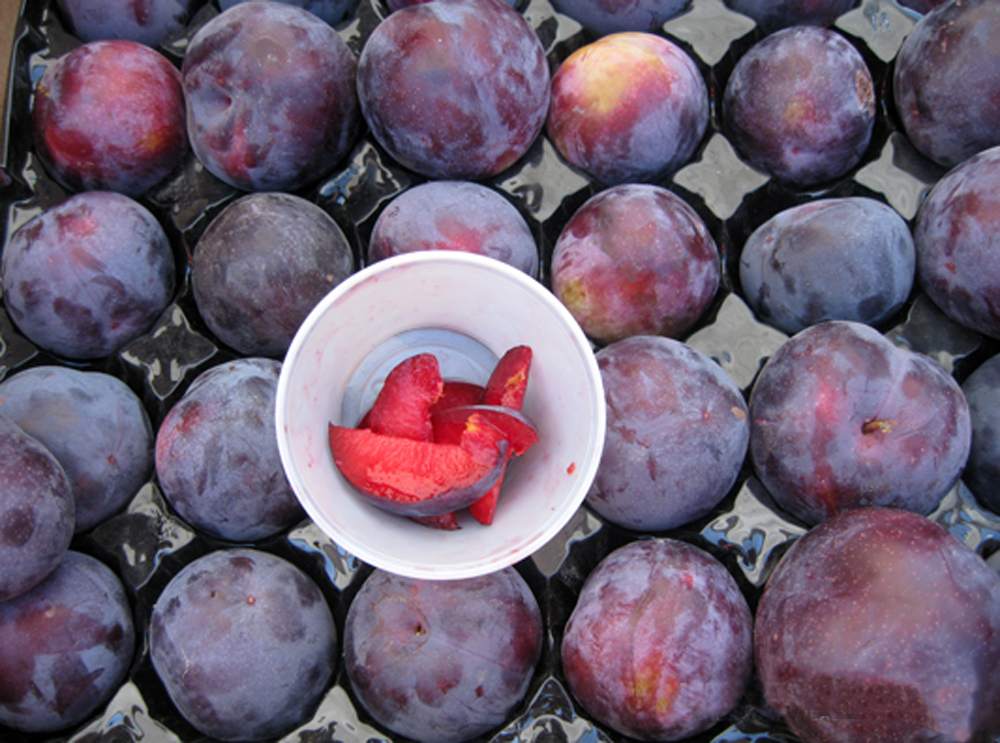
Prunes

Le marché regroupe entre 150 et 180 commerçants qui vendent fruits et légumes, poissons et produits de la mer, produits de boucherie et produits de charcuterie, fleurs et plantes, produits alimentaires, spécialités locales, produits de producteurs et produits locaux, mais aussi produits manufacturés tels que vêtements, ustensiles, meubles, souvenirs, jouets et autres produits non alimentaires,. Ces produits sont apportés par des producteurs locaux ou des commerçants sédentaires de Vaucluse. On y trouve aussi des produits gastronomiques et des produits artisanaux.